# Buda (gmina Bogdănești)
Buda – wieś w Rumunii, w okręgu Vaslui, w gminie Bogdănești. W 2011 roku liczyła 157 mieszkańców.